# Young America's Foundation
La Young America's Foundation (YAF) est un mouvement de jeunesse destiné à promouvoir chez les jeunes l'idéologie néoconservatrice, voire ultra-conservatrice aux États-Unis.

## Histoire
Le mouvement a été fondé en 1969. 

## Objectifs
La YAF se donne pour but de promouvoir les idées conservatrices auprès de la jeunesse américaine, dont en diffusant la doctrine de Ronald Reagan au moyen de conférences sur les campus, séminaires ou campagnes d'affichage.
La YAF fait partie du Conseil consultatif du Project 2025, un ensemble de propositions politiques conservatrices de droite proposé par la Heritage Foundation visant à transformer le gouvernement fédéral des États-Unis et à consolider le pouvoir exécutif si le candidat du Parti républicain remportait l'élection présidentielle de 2024.

### Autres groupes et entités liés à la YAF
- Young Britons' Foundation (équivalent anglais)
- TaxPayers' Alliance
- Business for Britain
- Institut Adam Smith
- Center for Policy Studies
- Institute of Economic Affairs
- Atlas Network
- Réseau de Stockholm